# Біномен
Біномен — назва виду живих організмів, що складається з двох частин — родової назви і видової назви.

## Особливості формування
Біномен формується шляхом додавання видової назви (як правило, у формі означення) до назви роду. Видова назва не подається окремо від родової. Щонайбільше при повторних згадуваннях виду в тексті допускається скорочення родової частини біномена до однієї літери. Біномен прийнято писати курсивом: не Hystrix cristata, а Hystrix cristata.

## Приклади
Рід «Їжатець» (Hystrix) включає 8 сучасних видів, у тому числі
Hystrix cristata — їжатець чубатий.
Рід «Миша» (Mus) вкл. бл. 40 сучасних видів, у тому числі
Mus musculus — миша хатня, або звичайна.
Вернакулярні назви не обов'язково подаються у формі біномена. Нерідко, особливо для добре відомих видів, формуються власні уніномінальні назви. Наприклад, в роді бик (Bos) є вид бик первісний, широко відомий як тур (Bos primigenius); в роді кінь (Equus), є вид кінь дикий, більше відомий як тарпан.